# Світлочутливість фотоматеріалів

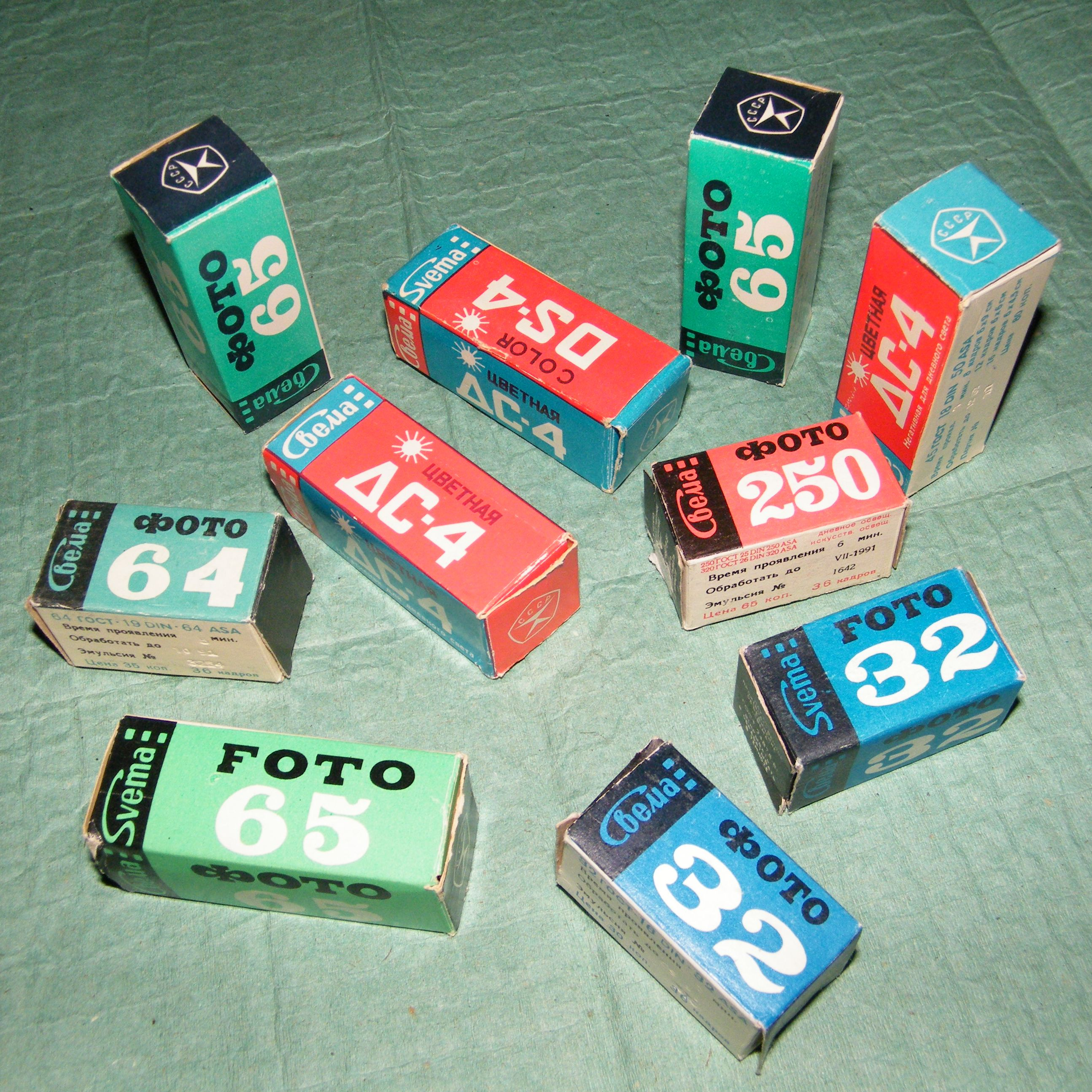
Фотоплівки Свема з числовим позначенням світлочутливості

Світлочутливість фотоматеріалів — здатність світлочутливого матеріалу фіксувати зображення під дією електромагнітного випромінювання, зокрема світла, також числова величина, що кількісно характеризує цю здатність.
Світлочутливість використовується для визначення правильної експозиції. Важливою умовою визначення світлочутливості є стандартизація умов експонування та обробки фотоматеріалу.
Світлочутливість вимірюється у відносних одиницях, названих на честь організацій по стандартизації: DIN, ISO, ГОСТ та ін. Застосовується також і в цифровій фотографії, причому шкали числових значень — загальні для цифрової та плівкової фотографії. Відмінності лише в обраному критерії.

## Термінологія
Загальна світлочутливість — кількісна міра світлочутливості, обумовлена експериментально при стандартизованих умовах експонування білим світлом фотоматеріалу і його подальшої обробки. Вимірюється за одержуваної оптичної щільності фотоматеріалу, або, для електронних пристроїв, за величиною вихідного сигналу пристрою. Також називається інтегральною або фотографічної чутливістю. Для стислості саме загальна світлочутливість зазвичай називається світлочутливістю або чутливістю фотоматеріалу.
Спектральна чутливість — така ж кількісна міра, виміряна при експонуванні монохроматичним світлом певної довжини хвилі. Також це найменування застосовується до графіка залежності спектральної чутливості від довжини хвилі (або частоти) електромагнітного випромінювання. Чутливість більшості плівок не є строго рівномірною по всьому діапазону видимого світла з різким обривом на кордоні.
Ефективна чутливість — застосовується при зйомці через світлофільтр.
Світлочутливості число — кількісне вираження загальної світлочутливості, яким маркірується фотоматеріал. Це число і виміряне значення яскравості або освітленості орендованих об'єктів служать для знаходження або установки експозиції
Світлочутливості шкала — прийнята в конкретній сенситометричній системі послідовність значень, що означають загальну світлочутливість матеріалу. Наноситься на калькулятори експонометричних пристроїв.

### Стандарт ISO
З 1974 року стандарти світлочутливості ASA та DIN були об'єднані у стандарт ISO.
Теперішній міжнародний стандарт для вимірювання чутливості кольорових негативів є ISO 5800:2001, вперше опублікований у 1979 році, перероблений у листопаді 1987 року. Пов'язаними стандартами є ISO 6:1993 (перша публікація — 1974 рік) та ISO 2240:2003 (перша публікація — липень 1982 року, переробка — вересень 1994 року, поправка — жовтень 2003 року), які визначають стандарти чутливості для чорно-білих і позитивних плівок відповідно.
Визначення чутливостей для цифрових камер описано у ISO 12232:2006 (перша публікація — серпень 1998 року, перероблено у 2006 році, поправка — жовтень 2006 року).
Стандарт ISO визначає обидві арифметичну і логарифмічну шкалу. Арифметичний стандарт ISO відповідає стандарту ASA, де подвоєння чутливості плівки зображено подвоєнням числового значення. У логарифмічному стандарті ISO, який відповідає стандарту DIN, додавання 3° до числового значення подвоює чутливість. Наприклад, плівка ISO 200/24° вдвічі більш чутлива ніж ISO 100/21°.
Здебільшого логарифмічна чутливість не записується: ISO 100 позначає ISO 100/21°.

### Порівняння одиниць
| Sv (APEX) (1960+) | ISO (1974+)               | ASA (1960—1987) | DIN (1961—2002) | ГОСТ (-1986) | Приклад плівки або цифрової камери                   |
| ----------------- | ------------------------- | --------------- | --------------- | ------------ | ---------------------------------------------------- |
| -2                |                           |                 | 0               |              |                                                      |
|                   | 1/1°                      | 1               | 1               | (1)          |                                                      |
|                   | 1,2/2°                    | 1,2             | 2               | (1)          |                                                      |
| -1                | 1,6/3°                    | 1,6             | 3               | 1,4          |                                                      |
|                   | 2/4°                      | 2               | 4               | (2)          |                                                      |
|                   | 2,5/5°                    | 2,5             | 5               | (2)          |                                                      |
| 0                 | 3/6°                      | 3               | 6               | 2,8          |                                                      |
|                   | 4/7°                      | 4               | 7               | (4)          |                                                      |
|                   | 5/8°                      | 5               | 8               | (4)          |                                                      |
| 1                 | 6/9°                      | 6               | 9               | 5,5          | original Kodachrome                                  |
|                   | 8/10°                     | 8               | 10              | (8)          | Polaroid PolaBlue                                    |
|                   | 10/11°                    | 10              | 11              | (8)          | Kodachrome 8 mm film                                 |
| 2                 | 12/12°                    | 12              | 12              | 11           | Gevacolor 8 mm reversal film                         |
|                   | 16/13°                    | 16              | 13              | (16)         | Agfacolor 8 mm reversal film                         |
|                   | 20/14°                    | 20              | 14              | (16)         | Adox CMS 20                                          |
| 3                 | 25/15°                    | 25              | 15              | 22           | old Agfacolor, Kodachrome 25                         |
|                   | 32/16°                    | 32              | 16              | (32)         | Kodak Panatomic-X                                    |
|                   | 40/17°                    | 40              | 17              | (32)         | Kodachrome 40 (movie)                                |
| 4                 | 50/18°                    | 50              | 18              | 45           | Fuji RVP (Velvia)                                    |
|                   | 64/19°                    | 64              | 19              | (65)         | Kodachrome 64, Ektachrome-X                          |
|                   | 80/20°                    | 80              | 20              | (65)         | Ilford Commercial Ortho                              |
| 5                 | 100/21°                   | 100             | 21              | 90           | Kodacolor Gold, Kodak T-Max (TMX), Provia            |
|                   | 125/22°                   | 125             | 22              | (130)        | Ilford FP4+, Kodak Plus-X Pan                        |
|                   | 160/23°                   | 160             | 23              | (130)        | Fujicolor Pro 160C/S, Kodak High-Speed Ektachrome    |
| 6                 | 200/24°                   | 200             | 24              | 180          | Fujicolor Superia 200                                |
|                   | 250/25°                   | 250             | 25              | (250)        | Tasma Foto-250                                       |
|                   | 320/26°                   | 320             | 26              | (250)        | Kodak Tri-X Pan Professional (TXP)                   |
| 7                 | 400/27°                   | 400             | 27              | 350          | Kodak T-Max (TMY), Tri-X 400, Ilford HP5+            |
|                   | 500/28°                   | 500             | 28              | (500)        |                                                      |
|                   | 640/29°                   | 640             | 29              | 500 (560)    | Polaroid 600                                         |
| 8                 | 800/30°                   | 800             | 30              | 700          | Fuji Pro 800Z                                        |
|                   | 1000/31°                  | 1000            | 31              | (1000)       | Kodak P3200 TMAX, Ilford Delta 3200 (see text below) |
|                   | 1250/32°                  | 1250            | 32              | (1000)       |                                                      |
| 9                 | 1600/33°                  | 1600            | 33              | 1400 (1440)  | Fujicolor 1600                                       |
|                   | 2000/34°                  | 2000            | 34              | (2000)       |                                                      |
|                   | 2500/35°                  | 2500            | 35              | (2000)       |                                                      |
| 10                | 3200/36°                  | 3200            | 36              | 2800 (2880)  | Kodak T-Max (TMZ)                                    |
|                   | 4000/37°                  | 4000            | 37              | (4000)       |                                                      |
|                   | 5000/38°                  | 5000            | 38              | (4000)       |                                                      |
| 11                | 6400/39°                  | 6400            | 39              | 5600         |                                                      |
|                   | 8000/40°                  |                 |                 |              |                                                      |
|                   | 10.000/41°                |                 |                 |              |                                                      |
| 12                | 12.500/42° (12.800/42°)   | 12.500          |                 |              | Nikon D3S и Canon 1D mkIV (2009)                     |
|                   | 16.000/43°                |                 |                 |              |                                                      |
|                   | 20.000/44°                |                 |                 |              |                                                      |
| 13                | 25.000/45° (25.600/45°)   |                 |                 |              | Nikon D3S и Canon 1D mkIV (2009)                     |
|                   | 32.000/46°                |                 |                 |              |                                                      |
|                   | 40.000/47°                |                 |                 |              |                                                      |
| 14                | 50.000/48° (51.200/48°)   |                 |                 |              | Nikon D3S и Canon 1D mkIV (2009)                     |
|                   | 64.000/49°                |                 |                 |              |                                                      |
|                   | 80.000/50°                |                 |                 |              |                                                      |
| 15                | 100.000/51° (102.400/51°) |                 |                 |              | Nikon D3S и Canon 1D mkIV (2009)                     |